# Antiarabism

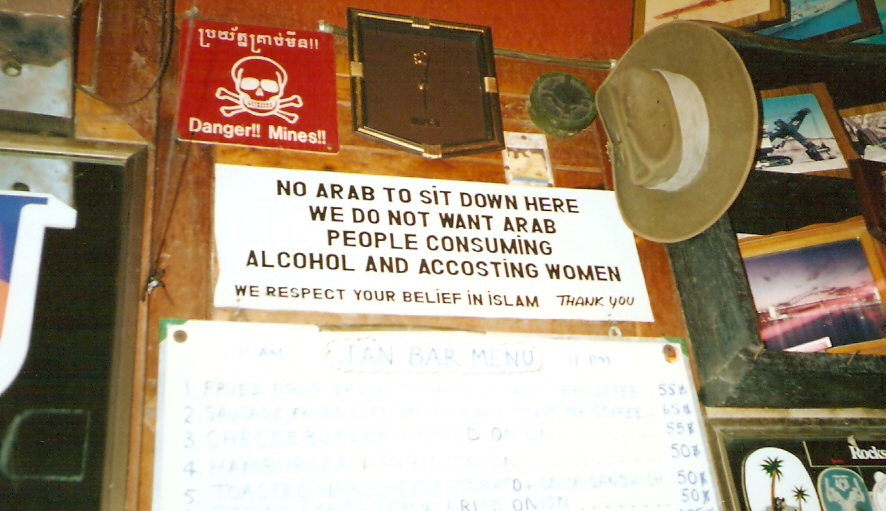
En antiarabisk skylt på en bar i Thailand.

Antiarabism betecknar en allmänt fientlig inställning mot araber. Begreppet kan lätt förväxlas med islamofobi, men eftersom inte alla araber är muslimer och inte alla muslimer araber, är begreppen inte liktydiga.